# Крамбамбуля (гурт)
Крамбамбу́ля — білоруський музичний гурт, який грає музику змішаного стилю, здебільшого суміші року та фолку.

## Історія
Гурт заснований у 2001 році Лявоном Вольським та музикантоми з гурту Hasta la Fillsta. Крамбабуля випустила 4 студійних альбоми а також збірник найкращих пісень. Здебільшого пісні виконуються білоруською мовою, проте є також і польською, а також азербайджанською (виконує Гюнеш Абасова, яка співпрацює з Лявоном Вольським).
Проєкт названо на честь популярного білоруського національного алкогольного напою «Крамбамбуля».

## Дискографія

### Альбоми
- Застольны альбом (2002)
- Каралі раёну (2003)
- Радыё Крамбамбуля 0,33 FM (2004)
- Сьвяточная (2007)
- The Best albo Belarusian Disco (2007)
- Drabadzi-drabada (2011)
- Чырвоны штраль (2015)

### Сингли
- «Dolce Vita» (2007)
- «Раз-два-тры — усе за стол!» (2010)